# 灰磘子
灰磘子，原寫為灰磘仔，是新北市淡水區的一個地名，位於該區北部偏西，範圍大致與賢孝里相近。

## 歷史
台灣清治末期至日治前期，灰磘子地區為一街庄，稱為「灰磘仔庄」，隸屬於芝蘭三堡。該庄北與大屯庄為鄰，東與草埔尾庄、蕃薯藔庄為鄰，南邊為興化店庄，西邊臨海。
1901年（日治明治三十四年）11月，該庄隸屬於臺北廳，編入第二十八區。1906年（明治三十九年）1月，第二十五區、二十七區的部分街庄及第二十八區的全部街庄合併為「興化店區」，該庄屬之。1920年（大正九年），該庄改制為「灰磘子」大字，隸屬於臺北州淡水郡淡水街。
戰後淡水街改制為淡水鎮，隸屬於臺北縣，大字亦改制為里。2010年12月，臺北縣升格為新北市，淡水鎮亦改制為淡水區。

## 交通
省道台2線大致以南北向經過灰磘子地區中西部，往北可前往三芝、石門、金山、萬里、基隆等地，往南轉東南可在竿蓁林接省道台2乙線前往北投、士林、台北市區，後續亦可接洲美快速道路、環河南北快速道路快速進入台北市區。

## 學校
- 聖約翰科技大學
- 正德國中賢孝校區